# Breathe Slow
Singles de Alesha Dixon
The Boy Does Nothing
(2008) Let's Get Excited
(2009)
Pistes de The Alesha Show
Let's Get Excited Cinderella Shoe

Breathe Slow est le second single de l'album "The Alesha Show" de la chanteuse britannique Alesha Dixon, sorti en 2009. C'est le single d'Alesha le mieux classé en Irlande et au Royaume-Uni.

## Charts
| Chart (2009)            | Meilleure position |
| ----------------------- | ------------------ |
| UK Singles Chart        | 3                  |
| Irish Singles Chart     | 18                 |
| Bulgaria Singles Top 40 | 14                 |
| Polish Singles Chart    | 20                 |
| Italian Singles Chart   | 37                 |
| Czech Singles Chart     | 12                 |